# Eustrotia costimacula
Eustrotia costimacula är en fjärilsart som beskrevs av Charles Oberthür 1880. Eustrotia costimacula ingår i släktet Eustrotia och familjen nattflyn. Inga underarter finns listade i Catalogue of Life.